# Kreis Rathenow
| Basisdaten         | Basisdaten                                               |
| ------------------ | -------------------------------------------------------- |
| Bezirk der DDR     | Potsdam                                                  |
| Kreisstadt         | Rathenow                                                 |
| Fläche             | 818 km² (1989)                                           |
| Einwohner          | 62.457 (1989)                                            |
| Bevölkerungsdichte | 76 Einwohner/km² (1989)                                  |
| Kfz-Kennzeichen    | D und P (1953–1990) DV und DW (1974–1990) RN (1991–1993) |
|                    |                                                          |
|                    |                                                          |

Der Kreis Rathenow war ab 1952 eine Verwaltungseinheit im Bezirk Potsdam der DDR. Von 1990 bis 1993 bestand er als Landkreis Rathenow im Land Brandenburg fort. Sein Gebiet liegt heute im Landkreis Havelland in Brandenburg. Der Sitz der Kreisverwaltung befand sich in der gleichnamigen Stadt Rathenow.

## Geographie

### Nachbarkreise
Der Kreis Rathenow grenzte im Uhrzeigersinn im Norden beginnend an die Kreise Kyritz, Nauen, Brandenburg-Land, Stadtkreis Brandenburg/Havel, Genthin und Havelberg.

## Geschichte
Der Kreis entstand aus dem Kreis Westhavelland, der wiederum 1816 aus der Teilung des Havelländischen Kreises hervorging. Der Kreis bestand im Wesentlichen in der ursprünglichen Form bis 1950. Am 1. Juni 1925 schied die Stadtgemeinde Rathenow aus dem Kreis Westhavelland aus, bildete fortan einen eigenen Stadtkreis und lag als Exklave mitten im Kreisgebiet. Ab dem 1. Juni 1950 verlor der Stadtkreis Rathenow seine kommunalrechtliche Eigenschaft als Stadtkreis und wurde ein Teil des Landkreises Westhavelland. Zeitgleich wurden verschiedene Gemeinden aus dem Kreis Westhavelland an den Stadtkreis Brandenburg (Havel) und den Landkreis Osthavelland abgegeben. Durch die damalige Verwaltungsreform in der DDR wurden am 25. Juli 1952 aus den Landkreisen Ost- und Westhavelland mit erheblichen Gebietsverlusten die Kreise Nauen und Rathenow geschaffen.
Am 1. Januar 1957 wechselten die Gemeinden Böhne, Großwudicke, Vieritz und Zollchow aus dem Kreis Havelberg im Bezirk Magdeburg in den Kreis Rathenow und am 1. Januar 1958 wechselten die Gemeinden Altgarz, Friedrichsbruch und Großderschau aus dem Kreis Kyritz in den Kreis Rathenow.
Der Kreis Rathenow, ab dem 17. Mai 1990 mit der Bezeichnung Landkreis Rathenow blieb bis zur brandenburgischen Kreisreform am 6. Dezember 1993 bestehen. Danach wurde er mit dem Landkreis Nauen zum Landkreis Havelland zusammengelegt. Die Stadt Rathenow wurde Sitz der Kreisverwaltung im Landkreis Havelland.

## Kreisangehörige Gemeinden und Städte
Aufgeführt sind alle Gemeinden, die zum Kreis Rathenow gehörten. Eingerückt sind Gemeinden, die bis 1993 ihre Eigenständigkeit verloren.
- Altgarz, gehörte bis zum 1. Januar 1957 zum Kreis Kyritz und wurde am 1. Mai 1974 nach Großderschau eingemeindet

- Bamme
- Barnewitz
- Böhne, gehörte bis zum 1. Januar 1957 zum Kreis Havelberg
- Buckow
- Bützer, wurde am 1. Januar 1967 aus einem Teil von Milow neugebildet
- Buschow
- Damme
- Döberitz
- Ferchesar
- Friedrichsbruch, gehörte bis zum 1. Januar 1957 zum Kreis Kyritz
- Garlitz
- Görne
- Göttlin
- Gräningen
- Großderschau, gehörte bis zum 1. Januar 1957 zum Kreis Kyritz
- Großwudicke, gehörte bis zum 1. Januar 1957 zum Kreis Havelberg
- Grütz
- Gülpe
- Hohennauen
- Jerchel, wurde am 1. Januar 1967 aus einem Teil von Nitzahn neugebildet
  - Kietz, wurde am 1. Januar 1977 nach Rhinow eingemeindet
- Kleßen
- Kotzen
- Kriele
- Landin
- Liepe
- Milow
- Mögelin
- Möthlitz
- Möthlow
- Mützlitz
- Nennhausen
- Nitzahn
- Parey
- Premnitz (Stadt)
  - Prietzen, wurde am 1. Mai 1974 nach Wolsier eingemeindet
- Rathenow (Stadt)
- Rhinow (Stadt)
  - Rübehorst, wurde am 1. Mai 1974 nach Großderschau eingemeindet
- Schönholz-Neuwerder, hieß bis zum 1. Januar 1982 Neuwerder
- Semlin
- Spaatz
- Stechow
- Steckelsdorf
- Stölln
- Strodehne
- Vieritz, gehörte bis zum 1. Januar 1957 zum Kreis Havelberg
- Wassersuppe
- Witzke
- Wolsier
- Zollchow, gehörte bis zum 1. Januar 1957 zum Kreis Havelberg

## Kfz-Kennzeichen
Den Kraftfahrzeugen (mit Ausnahme der Motorräder) und Anhängern wurden von etwa 1974 bis Ende 1990 dreibuchstabige Unterscheidungszeichen, die mit den Buchstabenpaaren DV und DW begannen, zugewiesen. Die letzte für Motorräder genutzte Kennzeichenserie war DY 40-01 bis DY 60-00.
Anfang 1991 erhielt der Landkreis das Unterscheidungszeichen RN. Es wurde bis Ende 1993 ausgegeben. Seit dem 4. Januar 2016 ist es im Landkreis Havelland erhältlich.

## Vorsitzendes des Rates des Kreises beziehungsweise Landräte
- ab 1954 Hans-Georg Sumpf